# Drabčík páskovaný
Drabčík páskovaný (Creophilus maxillosus) je zástupce hmyzu, řádu brouci z čeledi drabčíkovití. Tato čeleď čítá cca 29 000 druhů, z toho 1400 v České republice. Je to menší druh z čeledi drabčíkovití v České republice, největší v České republice je Drabčík smrdutý (Staphylinus olens)

## Popis
Velikost 12 až 23 milimetrů. Hmyz s proměnou dokonalou, tedy vajíčko, larva nebo housenka (několikrát se svléká), kukla a dospělec. Vajíčka jsou mléčně bílé barvy, 2 až 3 milimetry velká. Kukly jsou asi 11 mm dlouhé a 4 milimetry široké. Larvy mají odlišnou barvu od dospělce, hlava a hruď jsou tmavě červené až po tmavě hnědou, břicho je špinavě šedé až hnědé barvy, a mají válcovitý tvar, s délkou 20 až 25 milimetrů a šířkou 3,5 milimetru. Dospělec má hlavu a hruď leskle černou, zbytek těla včetně krovek je pokryt šedobílými chloupky vytvářející nepravidelnou příčnou skvrnu. Pod zkrácenými krovkami má komplikovaně složená blanitá křídla. Hlava s nápadně velkýma očima nese výrazná, přes sebe založená jehlicovitá kusadla a nepříliš dlouhá tykadla, skládající se z jedenácti segmentů. Larvy a dospělci mají dlouhé, zakřivené čelisti, které používají pro žvýkání. Na pohyblivém břiše má umístěné obranné řitní žlázy, a v případě ohrožení z nich vylučuje směs látek, které působí jako dráždivé pro predátory. Hlavní složky směsi jsou isoamyl acetate, iridodial, E-8-oxocitronellyl acetate, a dihydronepetalactone.

Je dravý, larvy i brouci loví drobný hmyz, zvláště jejich larvy. Je též dobrý letec.
Aktivita dospělého brouka je celoroční, jak v noci tak ve dne. Hojnější na jaře a počátkem podzimu, ale také aktivní v létě.

## Výskyt
Vyskytuje se celosvětově. V České republice hojný, místy se vyskytuje hromadně. Lze ho nalézt v zalesněných oblastech, ale má raději více otevřený terén, ale i synantropní prostředí.
Žije v hnijících látkách (na trusu a hnoji), na mršinách všech druhů, kde se živí dospělci a vývojová stádia dvoukřídlého hmyzu, které požírá.

## Vývoj
Samice kladou vajíčka do půdy, hub či do listí. Drabčík páskovaný má jednu generaci do roka.

Celková doba vývoje od nakladení vajec po vznik dospělce je odhadován na třicet sedm dní. Vajíčka se líhnou po cca třech až čtyřech dnech, v závislosti na teplotě. Larvální stadium trvá asi 14 dní. Vznik dospělce z kukly trvá přibližně třináct až šestnáct dní.

## Škodlivost
Tento druh není škůdce.

## Ochrana
Tento druh není v České republice chráněný.